# 滝澤脩作
滝澤 脩作（たきさわ しゅうさく、1893年（明治26年）8月25日 - 1958年（昭和33年）7月1日）は、大正から昭和期の実業家、政治家。衆議院議員。

## 経歴
岡山県浅口郡乙島村（玉島町乙島、玉島市乙島を経て現倉敷市玉島乙島）で、滝澤嘉三郎の長男として生まれた。玉島尋常高等小学校を卒業後、神戸市立工業学校で学んだ。
川崎造船所、住友伸銅所での勤務を経て、1922年（大正11年）大阪市東成区猪飼野でボール盤製造を始めていた弟・七三郎に合流して滝澤鉄工所（現：TAKISAWA）を設立した。満州事変以後の工作機械需要の増大を受けて会社は発展し、1933年（昭和8年）郷里の玉島に、1935年（昭和10年）と1938年（昭和13年）には大阪の二箇所に工場を新設した。また、布施市工業会長、全日本鋳物工業組合連合会理事、大阪府鉄工品工業組合理事、全日本鉄工品工業組合連合会理事、岡山県鉄工鋳物工業組合理事長などを務めた。
政界では、1940年（昭和15年）玉島町会議員に選出され、1941年（昭和16年）警防団長に就任した。1946年（昭和21年）4月の第22回衆議院議員総選挙で岡山県全県区から日本自由党公認で出馬して当選し、衆議院議員に1期在任した。この選挙では選挙違反で摘発され、滝澤本人も任意で警察の取り調べを受けたが、弟・七三郎らの数人が起訴され選挙無効を免れた。1947年（昭和22年）4月の第23回衆議院議員総選挙で岡山県第2区から立候補したが、選挙違反事件の影響などにより落選し、政界を引退した。その後、 滝澤鉄工所などの経営に専念した。

## 親族
- 弟 滝澤七三郎（滝澤鉄工所共同経営者）[3]